# Ligue Internationale des Non-religieux et des Athées
La Ligue internationale des non-religieux et des athées (en allemand Internationaler Bund der Konfessionslosen und Atheisten, IBKA) est une organisation allemande créée à Berlin en 1976 sous le nom de Ligue internationale des non-religieux puis renommée IBKA en 1982. Elle compte approximativement 500 membres et dispose d'un conseil scientifique. 
Parmi ses objectifs déclarés, l'IBKA assure la défense du rationalisme et lutte pour l'établissement des droits de l'homme et de la liberté scientifique, ainsi que le sécularisme. 